# 艾蒂安·克萊因
艾蒂安·克萊因（法語：Étienne Klein；1958年4月1日—）是法国物理学家和科学哲学家， 1958年出生。他毕业于巴黎中央理工學院 ，拥有理论物理学的高级研究硕士（DEA）、科学哲学的博士学位和特許任教資格（HDR）。

## 爭議
克萊因於2022年8月於Twitter發布一張照片，宣稱是韋伯太空望遠鏡拍攝的遙遠恆星影像，之後才坦承其實是一片西班牙香腸，隨即引起眾多網友的強力反彈，而公開道歉。 其為自己惡作劇道歉，稱自己的目的是「呼籲謹慎看待似乎不言自明的影像」。為了彌補，他貼出車輪星系影像，並向跟隨者保證，這一回的照片是真的。